# GM-NAA I/O
El GM-NAA I/O (de sistema de entrada/salida de General Motors y North American Aviation) es el primer sistema operativo de la historia de la informática.
Fue creado en 1956 por Robert L. Patrick de General Motors y Owen Mock de North American Aviation para un ordenador IBM 704. La base de su construcción fue el sistema monitor creado en 1955 por programadores de General Motors para sus IBM 701.
GM-NAA I/O, cuya función principal era ejecutar automáticamente un nuevo programa una vez que el que se estaba ejecutando terminaba, estaba formado por unas rutinas accesibles a los programas que proporcionaban un acceso común a los dispositivos de entrada/salida.